# Leptodoras rogersae
Leptodoras rogersae är en fiskart som beskrevs av Sabaj Pérez 2005. Leptodoras rogersae ingår i släktet Leptodoras och familjen Doradidae. Inga underarter finns listade i Catalogue of Life.